# Libro de los estados
El Libro de los estados es una obra de don Juan Manuel redactada entre 1327 y 1332. Su argumento aparece ya en el capítulo II
y unas líneas después, su tesis. Su fuente principal es Barlaam e Josafat.

## Contenido
Se trata de un diálogo en que los cien primeros capítulos tratan sobre la educación mundana y los últimos cincuenta sobre la religión. Los personajes son el rey pagano Moraván, su hijo Johás, un hombre santo llamado Julio y el caballero Turín. La disputa entre el Islam, el Judaísmo y el Cristianismo termina con la previsible victoria de este último. Se trata de la primera traducción al castellano de la leyenda budista de Barlaam y Josafat, cuyo contenido religioso queda convertido en un mensaje ético de prudencia y sabiduría. El libro deriva de cerca del Blanquerna de Ramon Llull. Hay ediciones modernas de 1968 y 1974.

## Estructura
Don Juan Manuel dividió la obra en dos libros de composición bastante heterogénea, pues contiene fragmentos plenamente elaborados frente a otros tan solo esbozados. Prueba de esto es, por ejemplo, el que en no pocas ocasiones Julio llame "libro" a lo que, desde su punto de vista, debe ser un diálogo.
Si bien hay diálogos incluso de cuatro interlocutores, no existe la menor acción: sus actantes no tienen otro objeto que dar vida al pensamiento del autor. Los personajes son planos y carecen de desarrollo psicológico, de forma que expresan mentalidades distintas y, aun en sus preguntas y respuestas, se ponen fácilmente de acuerdo para no entorpecer la línea del pensamiento. 
Algunos de sus recursos estilísticos característicos son las constantes referencias a partes del texto ya redactadas, la  inserción de frases coloquiales, el humor y muy escaso uso de los exempla.

## Diferencias con la fuente original
En lo que toca a las fuentes, es conocido que la más importante -pues le presta el marco narrativo- es el Barlaam e Josafat; sin embargo, hay diferencias:
1. En la leyenda oriental, el joven príncipe desconoce la vejez, la enfermedad y la muerte, mientras que aquí ignora solo la muerte, pues los otros dos símbolos no le hacen falta a Don Juan Manuel para conseguir despertar la curiosidad del joven príncipe y porque no encaja con la mentalidad del Infante la ignorancia del dolor.
2. En la obra original, el filósofo y el ayo son la misma persona, hecho que va en contra de los usos medievales.